# Ducado de los Castillejos

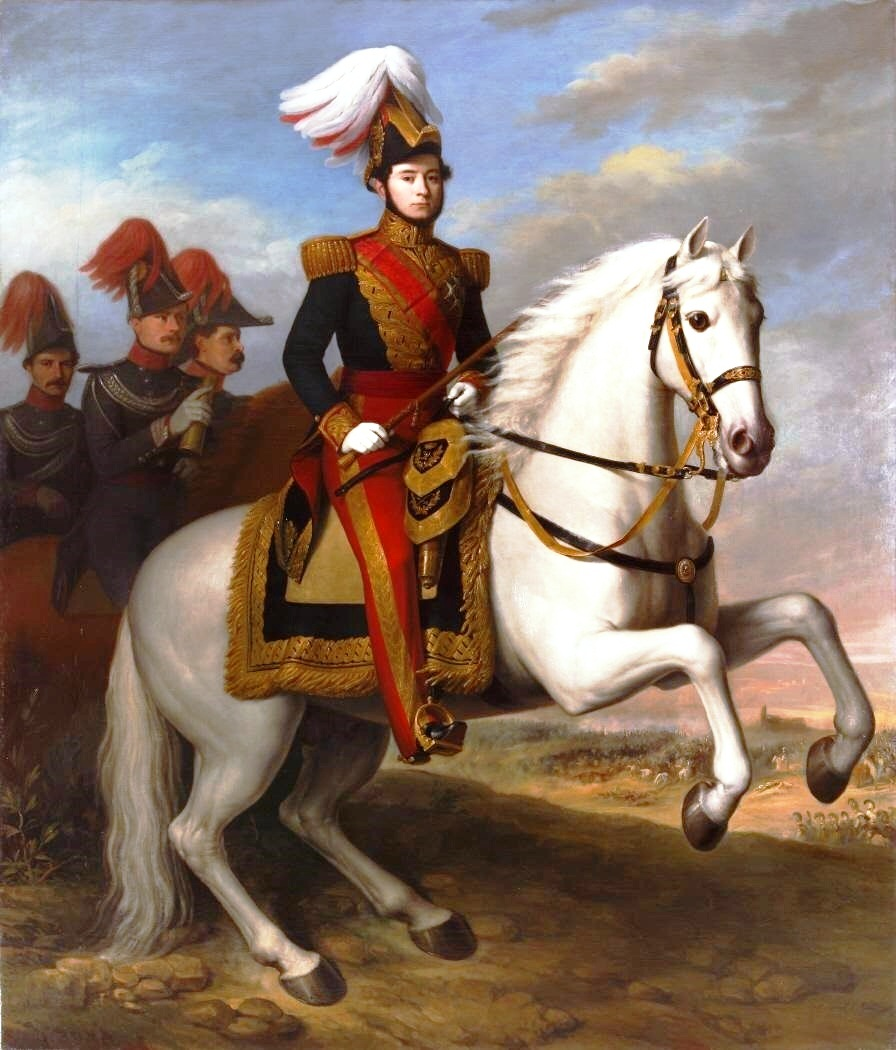
Juan Prim y Prats, capitán general de los Ejércitos, i marqués de los Castillejos grande de España, i conde de Reus, i vizconde de Bruch, etc, padre de Juan Prim y Agüero, i duque de los Castillejos.

El ducado de los Castillejos con grandeza de España es un título nobiliario español creado el 19 de febrero de 1871 por el rey Amadeo I de España a favor de Juan Prim y Agüero ii marqués de los Castillejos grande de España, por elevación del marquesado a ducado.
Juan Prim y Agüero, era hijo de Juan Prim y Prats, i marqués de los Castillejos grande de España, i conde de Reus, i vizconde de Bruch y de su esposa Francisca Agüero y González, i duquesa de Prim grande de España, ii condesa de Agüero.

## Denominación
Su denominación hace referencia a la batalla de los Castillejos que se libró el 1 de enero de 1860, durante la guerra con Marruecos, en represalia por los ataques de los marroquíes contra Ceuta y Melilla, y que dio lugar a otorgar el marquesado de los Castillejos a Juan Prim y Prats.

## Armas
Escudo de los Prim.

## Duques de los Castillejos
|                       | Titular                         | Periodo               |
| Creación por Amadeo I | Creación por Amadeo I           | Creación por Amadeo I |
| --------------------- | ------------------------------- | --------------------- |
| i                     | Juan Prim y Agüero              | 1871-1930             |
| ii                    | Carlos Muntadas y Salvadó-Prim  | 1935-1943             |
| iii                   | Luis Muntadas y Salvadó-Prim    | 1943-1953             |
| iv                    | Carlos Muntadas-Prim y Audhui   | 1953-2012             |
| v                     | Blanca Muntadas-Prim y Desvalls | 2012-actual titular   |

## Historia de los duques de los Castillejos
- Juan Prim y Agüero (1858-1930), i duque de los Castillejos grande de España, ii y último marqués de los Castillejos grande de España (por elevación a ducado), ii conde de Reus, ii vizconde de Bruch, gentilhombre grande de España con ejercicio y servidumbre del rey Alfonso XIII de España. El título de duque de los Castillejos se concedió a su padre, "a título póstumo", por lo que al haberse concedido "postmortem", se le considera a él como primer duque. Soltero. Sin descendientes. Le sucedió su sobrino-nieto materno (nieto materno de su hermana Isabel Prim y Agüero, ii duquesa de Prim grande de España:

- Carlos Muntadas y Salvadó-Prim, ii duque de los Castillejos grande de España.

Sin descendientes. Le sucedió su hermano:
- Luis Muntadas y Salvadó-Prim, iii duque de los Castillejos grande de España, iii duque de Prim grande de España.

Casó con Simone Audhui Giullin. Le sucedió su hijo:
- Carlos Muntadas-Prim y Audhui, iv duque de los Castillejos grande de España.

Casó con María Magdalena Desvalls y Madrazo. Le sucedió por fallecimiento su hija:
- Blanca Muntadas-Prim y Desvalls, v duquesa de los Castillejos grande de España.